# Relation de Slutsky

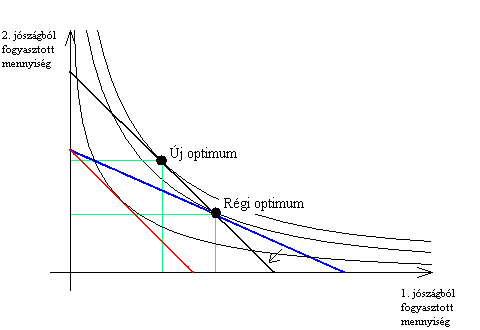
Relation de Slutsky

La relation de Slutsky est un élément de la théorie du consommateur permettant de relier formellement la demande Marshallienne à la demande Hicksienne. Conceptuellement, elle permet de séparer la réponse de la demande à une variation du prix d'un bien en deux éléments, un effet de substitution, résultat du changement des prix relatifs entre deux biens, et un effet de revenu résultant du changement du pouvoir d'achat d'ensemble du consommateur. Elle doit son nom à l'économiste Eugen Slutsky. 
Formellement, soit {\displaystyle x_{i}(p,w)} la demande Marshalienne, c'est-à-dire la quantité {\displaystyle x_{i}} de bien {\displaystyle i} que le consommateur voudrait acheter lorsqu'il fait face aux prix {\displaystyle p=(p_{1},...,p_{n})} et dispose d'un revenu {\displaystyle w}, et soit {\displaystyle h_{i}(p,u)} sa demande Hicksienne pour ce même bien, c'est-à-dire la quantité {\displaystyle h_{i}} de  bien {\displaystyle i} qu'il consomme pour atteindre le niveau d'utilité {\displaystyle u} aux prix {\displaystyle p} en minimisant sa dépense {\displaystyle p.h}. Ces deux grandeurs sont reliées entre elles par la relation de Slutsky. 
{\displaystyle {\partial x_{i}(p,w) \over \partial p_{j}}={\partial h_{i}(p,u) \over \partial p_{j}}-{\partial x_{i}(p,w) \over \partial w}x_{j}(p,w)}
Si on considère l'ensemble des biens, cette relation peut être écrite sous forme matricielle :
{\displaystyle D_{p}x(p,w)=D_{p}h(p,u)-D_{w}x(p,w)x(p,w)^{\top }}
où {\displaystyle D_{p}} désigne la dérivée par rapport au vecteur de prix et {\displaystyle D_{w}} la dérivée par rapport au revenu. La matrice {\displaystyle D_{p}h(p,u)} est parfois désignée sous le nom de matrice de Slutsky. Pour les fonctions d'utilité sous-jacente usuelles, cette matrice est symétrique et semi-définie negative.
En termes d'analyse, la demande Hicksienne permet de savoir quelle quantité d'un certain bien il faudrait donner à un consommateur pour lui assurer le même niveau d'utilité à la suite d'une mesure qui changerait le prix de ce bien ou d'un autre bien. L'expression de la demande Hicksienne requiert toutefois de connaître le niveau d'utilité de l'agent, qui n'est pas un élément directement observable. En revanche, les demandes Marshaliennes et leurs réponses à un changement de prix sont observables, et la relation de Slutsky permet d'en déduire la demande Hicksienne. 
Cette relation montre en outre que les restrictions imposées à la demande dans le cadre de la théorie des préférences sont plus fortes que celles découlant d'une dérivation de la demande d'une théorie des choix fondée sur l'axiome des préférences révélées. En fait, lorsque la matrice de Slutsky n'est pas symétrique, il est impossible de trouver une relation de préférence rationalisant la demande ainsi représentée. 